# RETAS STUDIO
RETAS (Revolutionary Engineering Total Animation System) es un paquete de software de animación 2D, desarrollado y vendido por Celsys que está disponible para Windows y Mac OS X.
Se encarga de todo el proceso de la animación de dibujo digital y de la exportación a Flash y QuickTime, y es considerado líder en la industria anime japonesa.

## Serie RETAS! PRO HD
RETAS! PRO HD es el software más actual que se ofrece a la comunidad de habla inglesa por parte de Celsys. Se vende en cuatro diferentes piezas de software las cuales cada una se encarga de una tarea específica dentro del proceso de la animación.

## RETAS Studio
El 18 de diciembre de 2008, Celsys introdujo una nueva versión de RETAS dirigido al público de habla japonesa. RETAS STUDIOS es la última y más competitiva versión del software de animación de Celsys que incorpora la suite RETAS (Stylos, TraceMan, PaintMan y CoreRETAS) en un único paquete.